# Neuenhaus (Bergisch Gladbach)

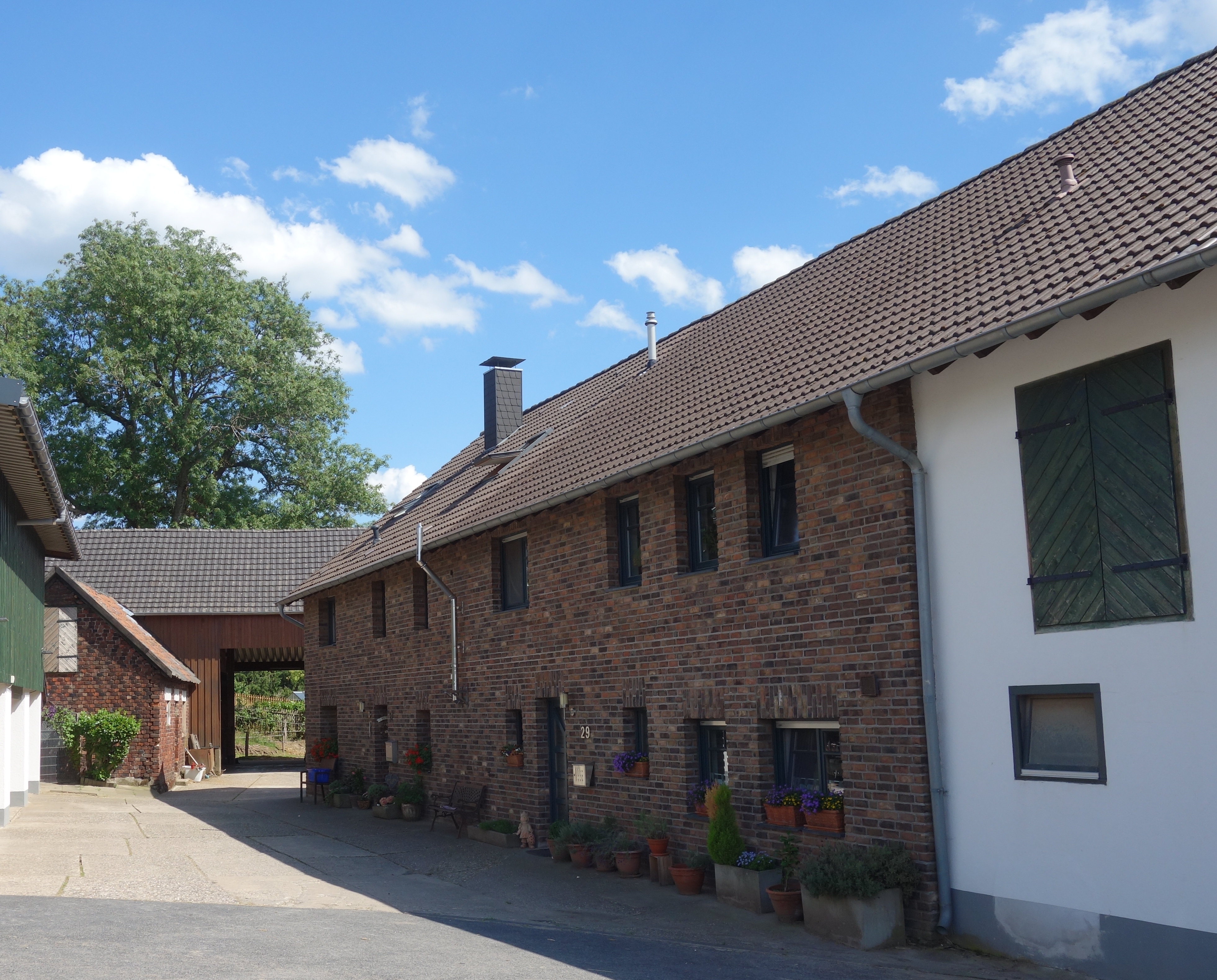
Gehöft in Neuenhaus

Neuenhaus ist ein Ortsteil im Stadtteil Moitzfeld von Bergisch Gladbach.

## Geschichte
Neuenhaus wird als frühneuzeitliche Siedlungsgründung in den Steuer-, Pacht- und Huldigungslisten der Steuerhonschaft Bensberg von 1487 erwähnt. Im Urkataster erscheint es als westlich des Weges von Bensberg nach Herkenrath liegend. Der Weiler bestand aus drei Hofstellen, von denen je ein Hof in einem Lehnsverhältnis zum Haus Lerbach, zum Hof Gladbach und zu der Kirche in Herkenrath stand. Von Neuenhaus zieht sich nach Westen das Milchborntal.